# بثيروس
بثيروس (الاسم العلمي Pthirus)، هو جنس من القمل، ويضم هذه الجنس نوعان، وهما قمل الغوريلا وقمل العانة.
وقد أنفصل النوعان قبل نحو 3.3 مليون سنة.